# 凱爾文·艾斯科巴
凱爾文·荷西·艾斯科巴·波利瓦（西班牙語：Kelvim Jose Escobar Bolivar，1976年4月11日—），為美國職棒大聯盟的救援投手，艾斯科巴是一名右投右打的球員。
艾斯科巴是一名實力非常優秀且多才多藝的投手，他的四縫線快速球球速高達97英哩，此外他也會投二縫線快速球以及能迷惑打者的變速球。他的控球十分穩定，也能投其他有殺傷力的變化球，例如他最為人知的快速指叉球、銳利刁鑽的曲球和滑球。
通常一個好的先發投手有可能轉變成一個能主宰對手的終結者，例如過去奧克蘭運動家隊的天王巨星丹尼斯·艾克斯利或是亞特蘭大勇士隊的一代強投約翰·史摩茲。不過多倫多藍鳥隊反其道而行，在艾斯科巴上到大聯盟的前六個球季，他一直在先發與後援間兩頭跑，直到2003年藍鳥隊才讓他固定成為先發投手。他在當年的明星賽後的14場先發投出8勝3負的成績，整季的成績是12勝8負，3.92的自責分率以及159次三振。2001年時他以38次救援成功締造藍鳥隊史單季救援成功次高紀錄。
2003年季後，獲得自由球員身份的艾斯科巴和天使隊簽下合約，擔任天使隊陣中的第二號先發投手。這一年他投出11勝12敗、3.93自責分率，同時也創造個人單季奪三振次數新高的191次，此外他讓對手每局上壘次數壓低至1.29，還有208.1局的投球局數全部都是天使隊陣中最好的演出。

## 現行合約
三年、總值2850美金。詳細合約內容如下：
| 簽約金    | 球季 | 年薪      | 附加條款                                                 |
| --------- | ---- | --------- | -------------------------------------------------------- |
| 150萬美金 | 2007 | 850萬美金 | 此合約延續自上一份與天使隊之間三年總值1850萬美金的合約。 |
|           | 2008 | 900萬美金 |                                                          |
|           | 2009 | 950萬美金 |                                                          |

## 值得一提的紀錄
- 2001年8月15日，艾斯科巴和其他三位委內瑞拉籍的投手分別在這天先發取得勝投，包括洛杉磯道奇的喬凡尼·卡拉拉(Giovanni Carrara)以13:1大勝蒙特婁博覽會，費城費城人的歐瑪·戴爾(Omar Daal)以8:6擊敗密爾瓦基釀酒人，西雅圖水手的佛瑞迪·賈西亞(Freddy Garcia)以6:2打敗波士頓紅襪，還有艾斯科巴以5:2打敗奧克蘭運動家。這是史上第一次同一天內有四位委內瑞拉籍的投手分別取得先發的勝投。

## 外部連結
- 球員資訊和成績在MLB ，ESPN ，Retrosheet ，Baseball Reference ，Fangraphs ，The Baseball Cube （英文）